# Лесдревмаш
Лесдревмаш - крупнейшая в России, Восточной Европе и странах СНГ лесопромышленная выставка, проходящая в городе Москва (Россия). Организатором выставки выступает компания Экспоцентр. На выставке представлен весь спектр техники, оборудования и инструментов, используемых в лесопромышленном комплексе. Широко представлено оборудование для лесопиления и деревообработки, а также техника для производства плит и мебели, котлы на древесном топливе и оборудование для переработки древесных отходов. Входит в пятерку лучших мировых выставок по деревообработке.

## История
Впервые выставка «Лесдревмаш» состоялась в 1973 г. в павильонах парка культуры и отдыха «Сокольники». Инициатором её создания выступило Министерство лесной, целлюлозно-бумажной и деревообрабатывающей промышленности СССР. На тот момент лес был одной из важнейших статей экспорта – в 1971–1975 гг. поставки лесоматериалов занимали пятое место в общей структуре экспорта СССР. Выставка «Лесдревмаш» с самого начала стала визитной карточкой страны. В первой выставке приняли участие около 700 фирм, предприятий и внешнеторговых организаций из 21 страны мира, было представлено более 2000 экспонатов. Вторая выставка состоялась через пять лет – такова была периодичность проведения отраслевых мероприятий.
Выставка росла и привлекала все больше участников и посетителей. В 1994 г. «Лесдревмаш», который проходил тогда уже в Экспоцентре, в прессе был назван самой шумной выставкой в Москве. Дело в том, что благодаря высокому уровню оснащения выставочного центра стало возможным продемонстрировать в действии энергоемкие и крупногабаритные деревообрабатывающие центры. Так что все представленное оборудование работало в режиме реального времени. «Лесдревмаш» оказал большое влияние на развитие российской лесной промышленности. Опыт проведения первых пяти смотров показал, что это одна из реальных возможностей для специалистов ЛПК познакомиться с новинками и тенденциями в лесной отрасли, решить вопросы своего дальнейшего совершенствования и развития. В итоге оргкомитетом было принято решение проводить выставку не раз в пять лет, а раз в два года.
В 1996 г. выставка «Лесдревмаш» получила поддержку Европейской федерации производителей деревообрабатывающего оборудования (European federation of woodworking machinery manufacturers, Eumabois), что стало признанием авторитета выставки за рубежом.
В 2000 г. на заседании совета директоров Всемирной ассоциации выставочной индустрии (UFI) было принято решение о присвоении выставке знака UFI, своего рода «знака качества», гарантирующего соответствие наивысшим международным выставочным стандартам.
В 2002 г. впервые в рамках выставки прошел международный форум «Лес и человек», посвященный проблемам рационального использования лесных ресурсов, состоянию и перспективам развития лесопромышленного комплекса России. Организаторами форума выступали Союз лесопромышленников и лесоэкспортеров России и ОАО «Центрлесэкспо». Сегодня форум – одно из ведущих отраслевых мероприятий, он проходит при поддержке Правительства Российской Федерации. В мероприятиях форума принимают участие более чем 400 компаний из стран Европы, Америки, Азии, российских предприятий, представителей международных структур и национальных отраслевых ассоциаций со всего мира.
В 2002 г. выставка стала рекордной по всем показателям. В «Лесдревмаш» приняли участие более 1000 компаний из 33 стран, её посетили 30 тыс. специалистов. Мероприятие вошло в топ-5 мировых отраслевых выставок и стало крупнейшим в Восточной Европе в тематике «Деревообработка и лесное хозяйство».
С 2004 г. выставка стала проходить под патронатом Торгово-промышленной палаты Российской Федерации. А с 2006 г. – при поддержке правительства Москвы. В этом же году в экспозиции «Лесдревмаш» появился новый раздел – «Деревянное домостроение», организованный специально с учетом задач национального проекта «Доступное и комфортное жилье – гражданам России».
В 2008 г. «Лесдревмаш» стала единственной в России выставкой, вновь получившей поддержку Европейской федерации изготовителей деревообрабатывающего оборудования EUMABOIS. В том же году на выставке были созданы национальные павильоны Германии, Италии, Испании, Тайваня, Финляндии, Франции и Чехии. Тогда же впервые появился раздел «Регионы России – приоритеты развития лесного комплекса», в работе которого приняли участие семь регионов.
```
В Общероссийском рейтинге выставок 2012–2013 гг. «Лесдревмаш» был признан лучшей выставкой России по тематике «Лес и деревообработка». В 2014 году выставке исполнилось сорок лет.
```

В 2014 г. журнал «Лесная индустрия» обеспечил выпуск ежедневного полноцветного бюллетеня выставки «Лесная индустрия.Daily». Каждое утро участники и посетители выставки начинали с материалов нового выпуска бюллетеня – о новинках выставки, о самых интересных и значимых событиях, презентациях, конференциях. За время работы выставки было распространено 12 000 экз. бюллетеня. Одним из значимых проектов выставки «Лесдревмаш» стал её Информационный центр, организованный совместно редакцией «Лесной индустрии» и ЦВК «Экспоцентр».
Партнером Информационного центра выступила японско-шведская компания Komastu Forest. Каждый день работы выставки в Информационном центре проходили пресс-конференции компаний-участников и мероприятия для широкой бизнес аудитории. За четыре дня работы выставки в Информационном центре прошли 7 пресс-конференций крупнейших компаний отрасли, среди которых - Komastu Forest, Ponsse, John Deere, USNR, Интервесп. Кроме того, на площадке Информационного центра прошла пресс-конференция международной выставки LIGNA (г. Ганновер, Германия), брифинги представителей экспозиции Италии и Финляндии.
Также в первый день работы выставки в Информационном центре состоялась церемония вручения наград всероссийской лесопромышленной премии Lesprom Awards-2014.Во второй и третий день выставки редакция «Лесной индустрии» провела круглые столы для широкой бизнес-аудитории - «Рынок древесного сырья в России» и «Тенденции мировых рынков ЛПК», на которых выступили ведущие эксперты отрасли.

## Тематика выставки
- Лесное хозяйство 
  - Машины, транспортные средства, приборы и технологии
  - Информационные системы, транспортные средства, складские системы и логистика
- Лесопильная промышленность 
  - Машины и технологические установки для производства пиломатериалов
  - Системы разметки и оптимизации разделки кругляка
- Переработка массивной древесины
  - Машины и оборудование для переработки массивной древесины
  - Утилизация отходов и остатков деревообработки
  - системы сушки пиломатериалов
- Производство материалов из древесины и шпона
  - Машины, установки и принадлежности для производства древесных материалов и шпона
- Столярное ремесло
  - Машины, приборы и принадлежности для столярного ремесла
- Плотницкое ремесло
  - Машины, приборы и принадлежности для плотницкого ремесла
- Мебельная промышленность
  - Машины, установки и устройства для промышленного производства мебели
  - Средства автоматизации технологических процессов
- Специализированные презентации
- Изделия и оборудование столярного и плотницкого дела
  - Дерево в искусстве и строительстве
  - дерево в интерьере
  - торговля древесиной

## Статистика
На выставку регулярно заявляется более 500 экспонентов из 30 стран мира. Выставка Лесдревмаш проходит в 10 больших залах и на открытой площадке. Общая экспозиционная площадь составляет более 45 000 м².
| Год проведения | Число посетителей | Число экспонентов | Площадь выставки (м²) |
| -------------- | ----------------- | ----------------- | --------------------- |
| 2012           | 19 380            | 477               | 40 095                |

Статистика 2012 г. подтверждена свидетельством аудиторской проверки статистических показателей выставочного мероприятия, выданным Всемирной ассоциацией выставочной индустрии.